# 페루의 역사
현재 페루에 해당하는 지역은 콜럼버스 이전 시대의 아메리카에서 가장 진보된 문명이 발달한 지역으로 알려져 있는 챠빈 문화와 와리 문화, 시칸 문화, 치무 문화 등 고고학적 유물이 발굴되고 있다. 15세기에 그들의 여러 문화를 종합하는 존재로 등장한 타완팅스유 또는 후세 잉카라고 불린 국가는 당시 지구에 최대의 국가로 번영했다. 1533년 타완팅스유가 스페인 정복자, 프란시스코 피사로에 의해 멸망당한 후 스페인의 영토가 된 안데스산맥 일대는 페루 부왕령으로 재편되고 리마는 남아메리카의 서쪽 반을 총괄했던 부왕령의 중심부가 되었지만, 식민지 시대를 통해 현재 페루에 해당하는 지역은 점차 주변 지역에 비해 퇴색되었다.
1821년 독립을 선언하고 1824년에 독립을 달성했지만, 이후에도 내정은 안정되지 않았다. 1879년부터 1883년까지 계속된 태평양 전쟁에서 칠레에 패배하여, 남부의 영토를 빼앗겼다. 20세기에 들어와서도 내정은 안정되지 않았고, 경제적으로, 사회적으로 저개발 상태에 머물러, 1968년 군사 쿠데타로 성립된 벨라스코 장군의 군사 혁명 정권에 의해 실시된 일련의 사회 개혁도, 페루 사회에 긍정적인 영향을 미치지 못했다.
1980년 민정 이관 후 심각한 사회 불안과 경제 위기로 인하여 좌익 게릴라와 정부 사이의 내전에 빠져 있었다. 또한 1941년부터 페루는 에콰도르와 아마존강 유역의 저지를 둘러싸고 수차례에 걸친 국경 분쟁을 벌여 1998년에 마지막으로 이 분쟁에서 승리하여 광대한 영토를 차지하게 되었다.

## 초기 문명 시대 (1438년 이전)
페루 땅에 인간이 출현한 증거는 기원전 9,000년경에 나타난다. 페루에서 가장 오래전에 복잡한 사회를 이루었던 노르테 치코 문명은 기원전 3000년에서 1800년경 사이에 태평양 연안을 따라 번성하였다. 그 뒤를 이어 쿠피스니케, 차빈, 파라카스, 모치카, 나스카, 와리, 치무 문화가 고고학적으로 발견된다.

## 타완틴수유의 번영과 멸망 (1438년 -1531년)
15세기경 잉카 제국(케추아어: Tawantinsuyu)이 강력한 세력으로 떠올라 백여 년간 콜럼버스 이전 아메리카에서 가장 광대한 제국을 건설하였다. 안데스 사회는 농업에 기반을 두었으며 관개와 계단 농법 같은 기술을 이용하였고, 낙타과 동물을 기르고 물고기도 잡았다. 화폐나 시장의 관념이 없었으므로 이들 사회는 호혜와 분배를 기초로 한 사회 구조를 이루었다.

마추픽추, "잉카의 잃어버린 도시".

## 스페인 식민지 시대 (1532년 -1824년)
1532년 프란시스코 피사로가 이끄는 일군의 정복자들이 잉카 황제 아타우알파를 패퇴시키고 제국을 정복하였다. 10년 뒤 에스파냐 임금은 남아메리카 식민지 대부분을 포괄하는 페루 부왕령을 설치하였다. 부왕 프란시스코 데 톨레도는 1570년대 이 영토를 재조직하여 은광이 경제 기반이며 원주민 노동력을 착취하는 경제 구조를 갖추었다. 페루에서 생산된 금은괴는 에스파냐 왕가의 수입원이었으며, 유럽에서 필리핀에 이르는 복잡한 무역망에 돈을 공급하였다. 그러나 18세기 은 생산이 줄어들고 산업이 분화되면서 왕가의 소득은 줄어들었다. 이에 대응하여 부르봉 왕가의 에스파냐 정부는 부르봉 개혁을 단행하여 세금을 올리고, 페루 부왕령을 분할하였다. 새 법으로 말미암아 투팍 아마루 2세의 반란을 비롯해 수차례 봉기가 일어났으나 모두 진압되었다.

## 독립전쟁 (1810년-1824년)
19세기 초 남아메리카 대륙에는 독립전쟁 선풍이 휘몰아칠 때, 페루는 왕당파의 보루로 남아있었다. 상류층이 해방과 복종 사이에서 주저하였기 때문에 페루의 독립은 호세 데 산 마르틴과 시몬 볼리바르의 원정이 성공한 뒤에야 이루어졌다. 공화국 초기에 군사 지도자들 사이의 지역적 권력 다툼으로 정치가 불안하였다. 볼리바르가 계획한 라틴 아메리카 연합이 실패하고 페루-볼리비아 연합이 단명한 가운데, 이 시기에 국가적 정체성이 형성되었다. 1840년대에서 1860년대 사이 페루는 라몬 카스티야 대통령 하에서 구아노 수출을 통한 국가 수입 증대로 안정기를 맞았다. 1870년대에 이르러 구아노가 고갈되면서 국가는 빚더미에 올랐고 정치 내분이 일어났다.

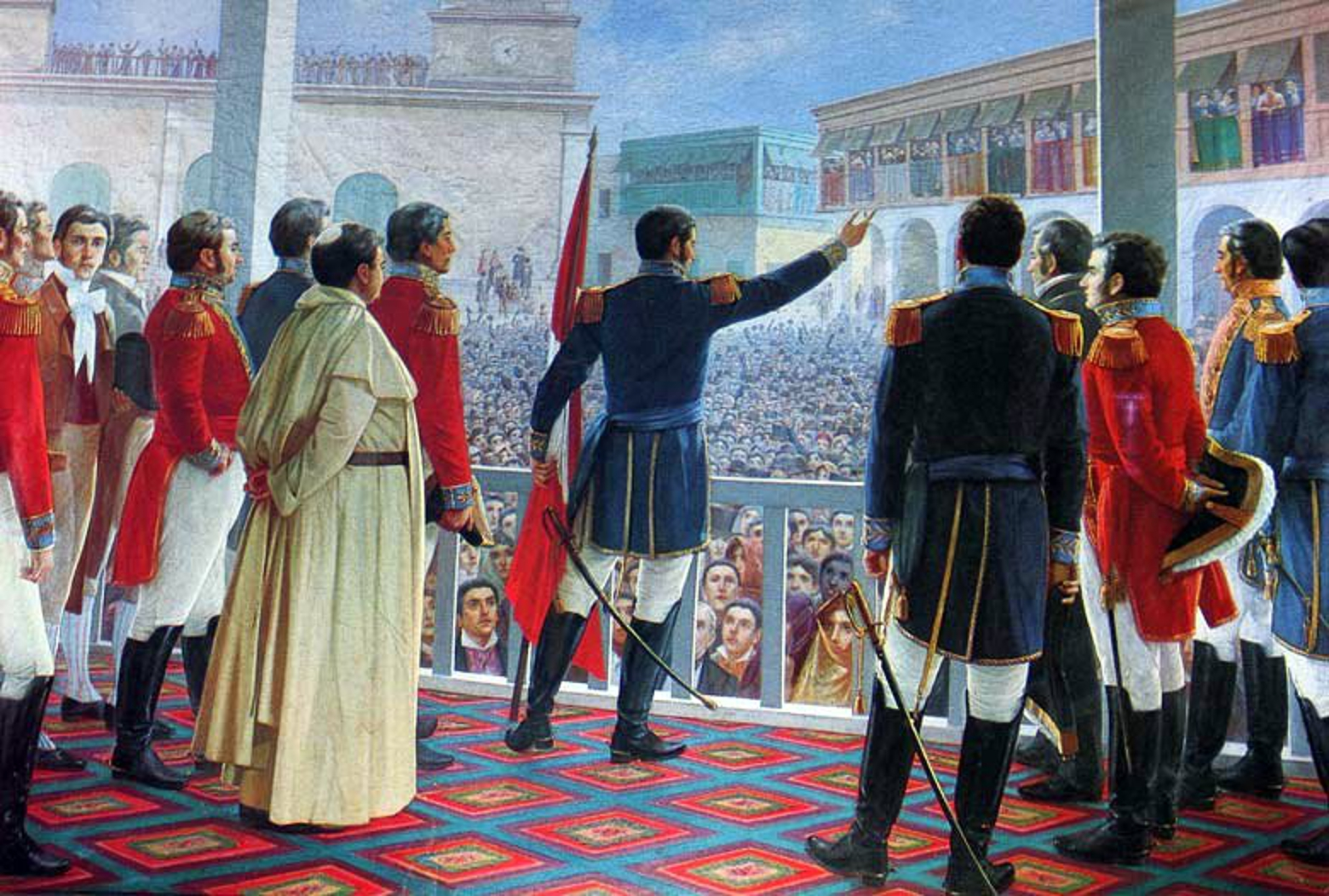
1821년 호세 데 산 마르틴이 독립을 선포한다.

1879~1883년 태평양 전쟁에서 페루는 칠레에 패배하여, 리마와 안콘의 조약에 따라 아리카 주와 타라파카 주를 잃었다. 전후 내부 다툼이 일어나다 시민당(Partido Civil) 시대에 안정을 되찾았으나, 아우구스토 B. 레기아의 권위주의 정권이 들어서면서 끝나고 만다. 대공황으로 레기아는 몰락하고 다시 정치 분쟁이 일어났으며 아메리카 혁명 인민 동맹(APRA)가 등장하였다. 그러나 이들의 반대파와 상류층-군부의 연합이 서로 대립하면서 이후 30여년간 페루 정계를 주도하였다.

## 페루혁명 (1968년 -1980년)
1968년 후안 벨라스코 알바라도 장군이 이끄는 군대가 페르난도 벨라운데 대통령에 대항하여 쿠데타를 일으켰다. 새 정권은 국가 발전을 위해 급진적인 개혁을 추진하였으나 널리 지지받지 못하였다. 1975년 벨라스코는 프란시스코 모랄레스 베르무데스 장군에 의해 폭력을 통해 물러났으며, 베르무데스는 개혁에 손을 놓고 민주주의 재확립을 방관하였다.

## 민정 이관과 페루 남북 전쟁 (1980 - 2020)
1980년대 페루는 상당한 외채와 인플레이션 상승, 마약 밀매, 대규모 정치 폭력에 시달렸다. 알베르토 후지모리 대통령 시대에 다시 안정을 되찾기 시작하였지만, 권위주의와 부패, 인권 유린 고발로 말 많았던 2000년 총선거 이후 그는 사임하였다. 후지모리 정권이 종식되고 페루는 경제 성장을 계속하며 부패와 싸우고 있으며, 2006년 6월 대통령 선거에서 아메리카 인민혁명 동맹당(APRA)의 알란 가르시아가 페루를 위한 동맹(UPP)의 오얀타 우말라 후보를 제치고 대통령이 되었다.
2011년 6월 5일 치러진 페루 대통령 선거에서 좌파로 분류되는 야당인 페루민족주의당(PNP) 소속 오얀타 우말라가 대통령에 당선되어 36년 만에 좌파가 집권했다. 1975년 후안 벨라스코 알바라도 군사정부 이래 36년 만에 좌파정부가 들어서게 된다. 오얀타 우말라는 2005년 주한 페루대사관에서 전역 직전 5개월간 한국에서 머문 경험을 가지고 있다.

## 같이 보기
- 아메리카의 역사